# Pittsfield (Massachusetts)
Pittsfield è una città degli Stati Uniti d'America, capoluogo della contea di Berkshire nello stato del Massachusetts.
È il principale centro della Pittsfield, Massachusetts Metropolitan Statistical Area.

## Amministrazione

### Gemellaggi
- Cava de' Tirreni
- Ballina
- Cheongju
- Larreynaga